# أبادي خير أباد (خبر بافت)
أبادي خیر أباد (بالإنجليزية: Abadi Kheyrabad)‏ هي مستوطنة تقع في إيران في كرمان. يقدر عدد سكانها بـ 34 نسمة .